# Kerita (wieś)
Kerita – wieś w Estonii, w prowincji Viljandi, w gminie Suure-Jaani.